# Lijst van spelers van La Equidad
Deze lijst omvat voetballers die bij de Colombiaanse voetbalclub La Equidad spelen of gespeeld hebben. De namen zijn alfabetisch gerangschikt.

## A
- Herly Alcázar
- Ronald Alegrias
- Cleíder Alzáte
- Darwin Andrade
- Silvio Arango
- Javier Araujo
- Oscar Arce
- Santiago Arias
- Jonathan Ávila
- Camilo Ayala

## B
- Juan Baena
- Leiner Barrero
- Carlos Bejarano
- Luis Bello
- Felipe Benalcazar
- Anderson Burbano

## C
- Germán Caffa
- Germán Caicedo
- Marco Canchila
- Jhon Cano
- Sherman Cardenas
- Wilson Carpintero
- Ariel Carreño
- David Castro
- Diego Cochas
- Luis Copete
- Jhersson Cordoba
- Ivan Corredor
- Wilberto Cosme

## D
- David Díaz
- Farid Díaz

## E
- Diego Echeverry

## F
- Fernando Oliveira

## G
- Jeisson Galeano
- Félix García
- Jhon García
- Víctor Giraldo
- Gabriel Gómez
- Leiner Gómez
- Diego González
- Devis Gutiérrez

## H
- Fabián Hernández
- Rodrigo Hernández
- Anuar Hurtado

## J
- Heiber Jaramillo
- Pablo Jaramillo

## L
- Dahwling Leudo
- Oscar Londoño

## M
- Alvaro Manga
- César Martínez
- Óscar Martínez
- Ervin Maturana
- Víctor Mendieta
- Andres Mosquera
- Hanyer Mosquera
- Stalin Motta
- Jhon Murillo

## N
- Diego Novoa
- Luis Núñez

## O
- Weimar Olivares

## P
- Alfredo Padilla
- Dager Palacios
- Daniel Peña
- Luis Alberto Perea
- Camilo Pérez
- Andrés Plazas
- Roberto Polo

## R
- Jair Rambal
- Rolando Ramírez
- Ronald Ramírez
- Nelson Ramos
- Carlos Rentería
- Jamerson Rentería
- Edwin Rivas
- Iván Rivas

## S
- Elkin Serrano
- Renzo Sheput
- Álvaro Solís
- Hugo Soto

## T
- Gabriel Torres
- Román Torres
- Iván Trujillo

## V
- Henry Valderrama
- Edward Valencia
- Efraín Viáfara
- Jhon Viáfara
- Nectali Vizcaino

## W
- Jhonatan Werpajoski

## Y
- Luis Yánez